# 丹屬印度
丹屬印度（丹麥語：Dansk Ostindien），是丹麥在印度的殖民地的稱呼，是丹麥殖民帝國的一部分。丹麦-挪威联合王国在印度擁有200多年的殖民地，包括現今泰米爾納德邦的特蘭奎巴鎮，現今西孟加拉邦的塞蘭坡，以及目前的安達曼群島-尼科巴群島。丹麥在印度的存在對歐洲主要大國來說意義不大，因為它們既沒有軍事威脅也沒有商業威脅。與其他地方一樣，印度的丹麥-挪威企業通常資金不足，無法像英國，荷蘭和葡萄牙企業那樣主導或壟斷貿易路線。
然而，不顧一切，他們設法堅持他們的殖民地，有時通過利用大國家之間的戰爭在中立旗幟下提供外貿活動空間。由於這個原因，他們的存在被容忍多年，直到19世紀英國海軍力量的增長導致佔領和強制出售丹麥的財產，關鍵日期是1839年，1845年和1868年。
拿破崙戰爭期間，丹麥海軍被英國摧毀，丹麥東印度公司的印度殖民地逐漸衰落，英國最終佔有了它們，使它們成為英屬印度的一部分。

## 歷史
荷蘭和英國商人在17世紀香料貿易的成功，令丹麥和挪威商人羨慕不已。1616年3月17日，丹麥-挪威國王克里斯蒂安四世 (Christian IV) 頒佈憲章，成立丹麥東印度公司，壟斷丹麥-挪威與亞洲之間的貿易，為期12年。也許是由於丹麥投資者缺乏信心，再過了兩年才籌集到足夠的資金來資助這次遠征。1618年，荷蘭商人兼殖民地管理者馬切里斯 (Marchelis de Boshouwer) 的到來，才為第一次航行提供了動力。馬切里斯以康提王國國王 Cenerat Adassin 的使節身份 (或至少聲稱如此) 抵達，尋求軍事協助對抗葡萄牙人，並承諾壟斷與該島的所有貿易。

### 第一次遠征
第一次遠征於1618年在海軍上將 Ove Gjedde 的率領下出發，花了兩年時間才抵達錫蘭，並在途中損失了一半以上的船員。1620年5月抵達錫蘭後，他們發現國王不再需要任何外國援助 - 三年前已與葡萄牙人達成和平協議。令海軍將軍失望的是，康提的國王也不是唯一的國王，甚至不是「這片土地上最尊貴的國王」。
由於未能確認達諾-挪威-錫蘭的貿易契約，達諾-挪威人在收到貿易總監Robert Crappe的消息前，曾短暫地佔領了Koneswaram廟。
Crappe在主力艦隊前一個月搭乘偵察貨輪Øresund號出航。Øresund號在开利开尔 (Karaikal) 沿岸襲擊了葡萄牙船隻，自己被擊沉，大部分船員被殺或被俘。兩名船員的頭顱被放置在海灘上的釘子上，作為對達諾-挪威人的警告。Crappe和13名船員逃出沉船，上岸後被印度人抓獲，並被帶到Tanjore（現印度泰米尔纳德邦的坦贾武尔）的当地的半独立领主纳亚克 (Nayak) 手中。結果，纳亚克對貿易機會很感興趣，Crappe 與他們談判了一份條約，授予他們塔兰甘巴迪 Tranquebar (或 Tharangamabadi) 鄉村、 建造「石屋」 (Dansborg 要塞) 的權利，以及徵稅的許可。此條約於1620年11月20日簽訂。

### 早期 (1621-1639)
殖民地早期的日子非常艱苦，行政管理和投資不善，再加上從丹麥派出的貿易船隻幾乎損失了三分之二。雖然返回的船隻在貨物上賺取了利潤，但總收益遠遠低於冒險的成本。